# Władysław Kiepura
Władysław Kiepura, ps. Władysław Ladis (ur. 30 marca 1904 w Sosnowcu, zm. 11 czerwca 1998 w Fort Lauderdale) – polski śpiewak operowy (tenor). Młodszy brat Jana Kiepury.

## Życiorys
Urodzony 30 marca 1904 w Sosnowcu. Za namową brata Jana rozpoczął naukę śpiewu u prof. Tadeusza Leliwy i równocześnie studiował filologię na Uniwersytecie Warszawskim. W 1919 wraz z bratem walczył w I powstaniu śląskim. W drugiej połowie lat 20. porzucił studia i przeniósł się do Mediolanu, gdzie kontynuował naukę śpiewu.
Chcąc uniknąć porównań do bardziej znanego brata, występował pod nazwiskiem „Ladis”. Debiutował w 1932 w Operze Krakowskiej rolą tytułową w Fauście Gounoda. W latach 1932–1934 był solistą Teatru Wielkiego w Warszawie, występował także w Berlinie, Budapeszcie, Dreźnie, Lwowie i Rydze. W 1935 został śpiewakiem opery hamburskiej jako pierwszy tenor. W tym czasie doprowadził do wystawienia Halki, a w 1937 zaśpiewał partię Jontka w ekranizacji tej opery. Pod koniec 1938 przyjął ofertę z opery La Scala w Mediolanie i śpiewał tam do wybuchu II wojny światowej – zadebiutował rolą Rudolfa w Cyganerii.
W czasie wojny zamieszkał w USA, tam też występował, jednak nie odniósł sukcesu – śpiewał głównie w spektaklach przeznaczonych dla Polonii w ramach wojennej akcji propagandowej. Występował też na scenie Civic Opera House w Chicago jako Jontek w Halce i Stefan w Strasznym dworze.
W połowie lat 40. zakończył karierę. Z czasem zajął się z powodzeniem handlem nieruchomościami i osiadł na Florydzie.
Zmarł 11 czerwca 1998 w Fort Lauderdale.